# Pap (Hongarije)
 Pap is een plaats (község) en gemeente in het Hongaarse comitaat Szabolcs-Szatmár-Bereg. Pap telt 2.937 inwoners (2015).

## Galerie

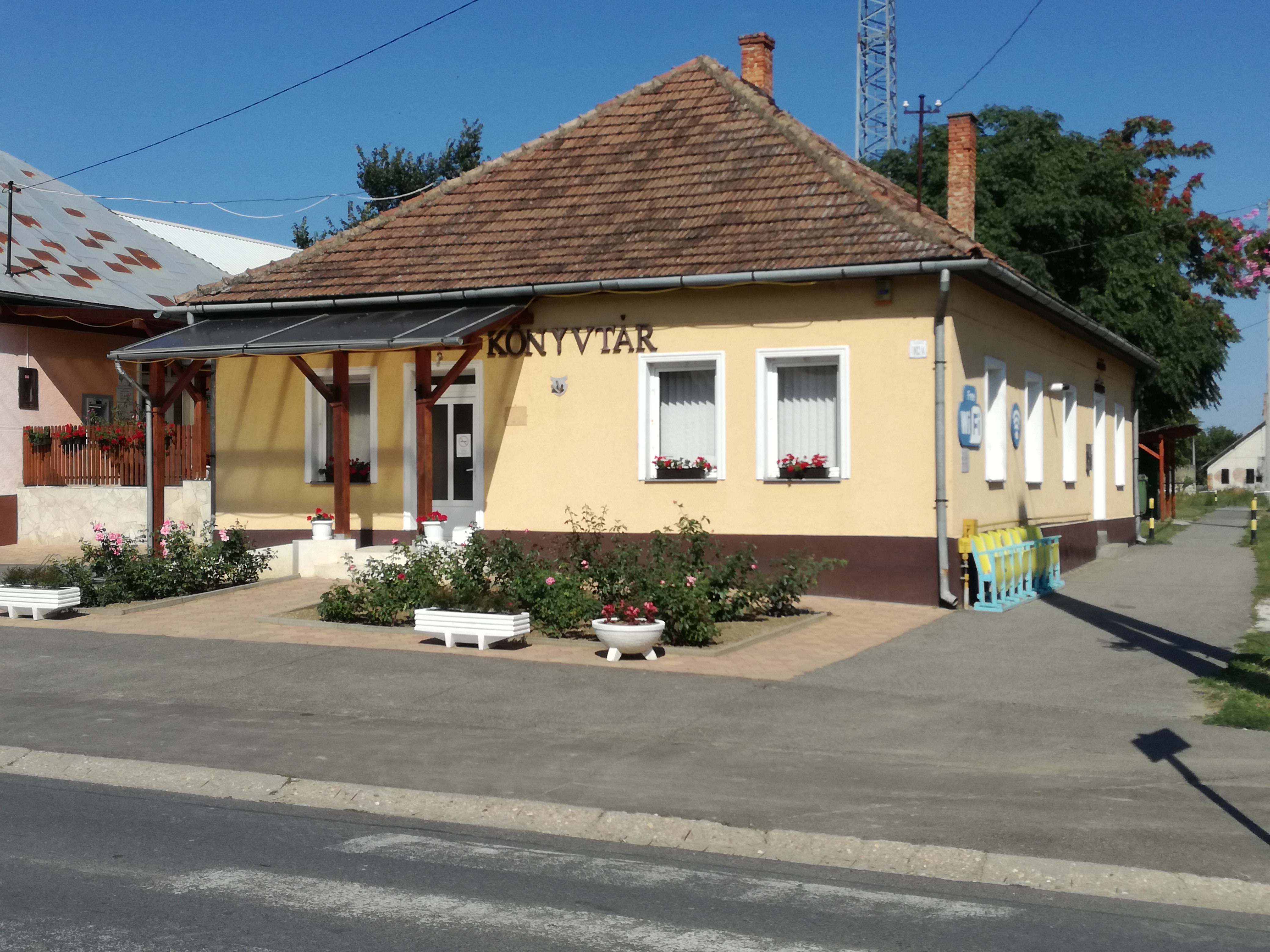
Bibliotheek
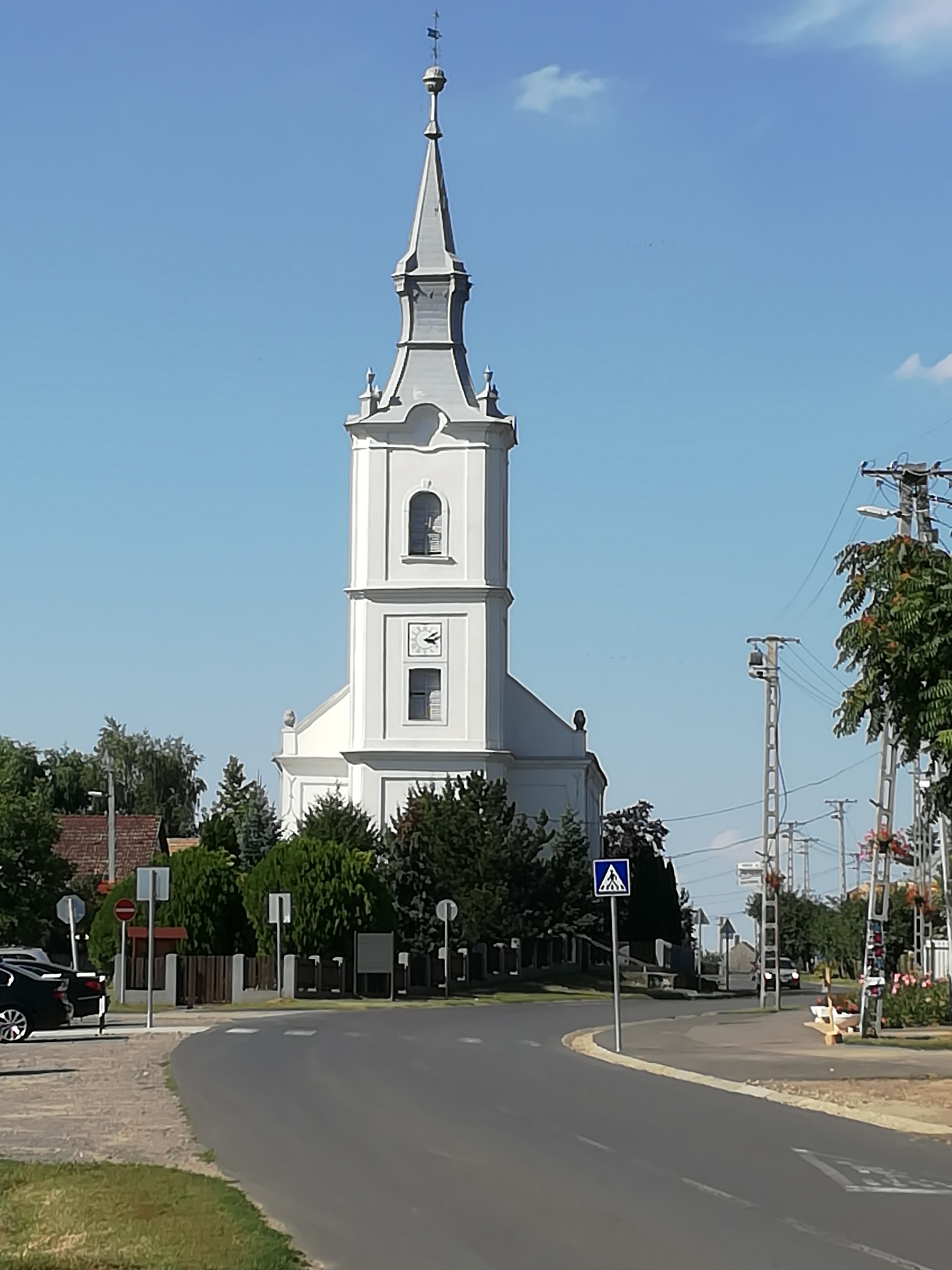
Protestantse kerk
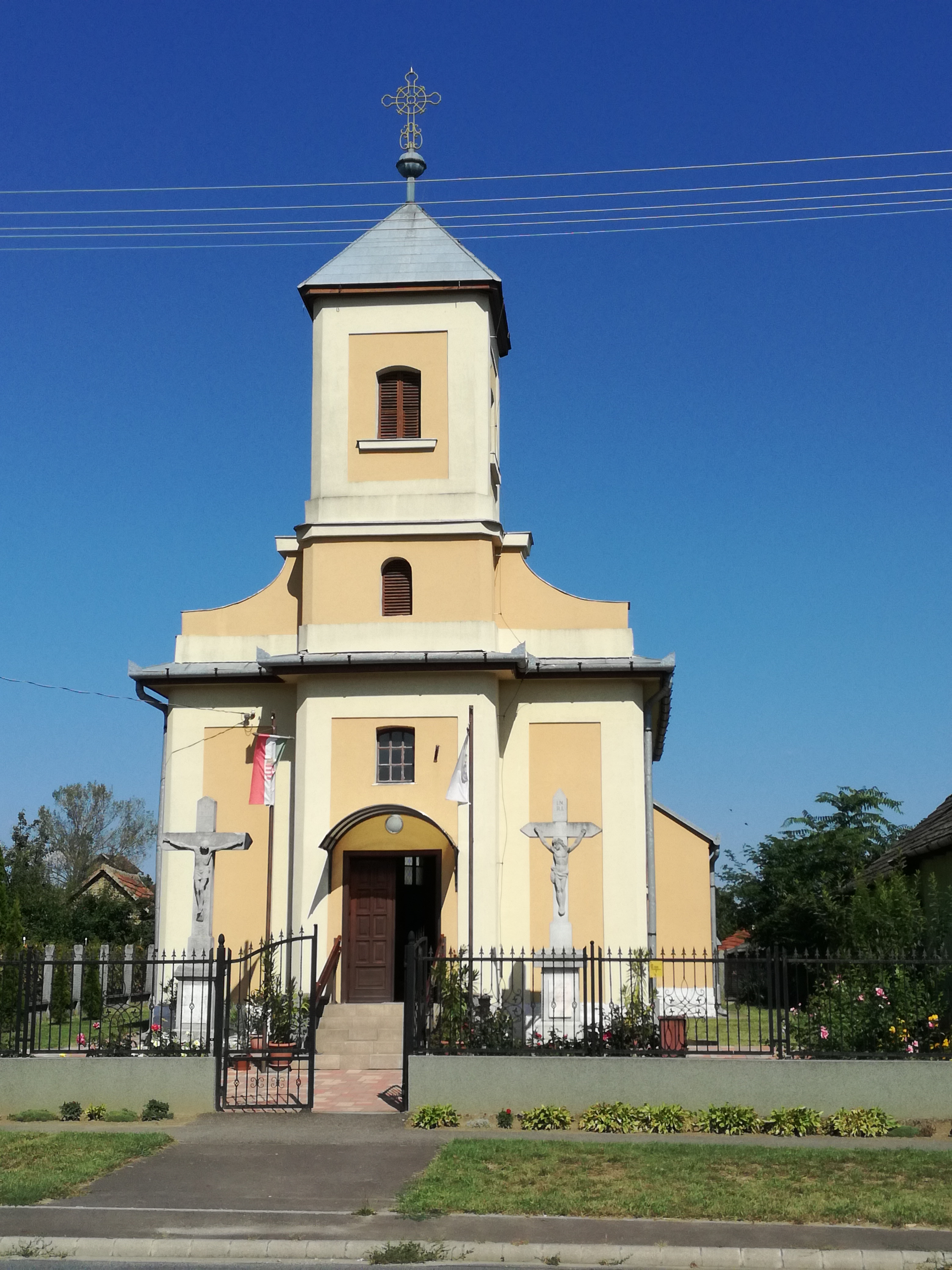
Katholieke kerk
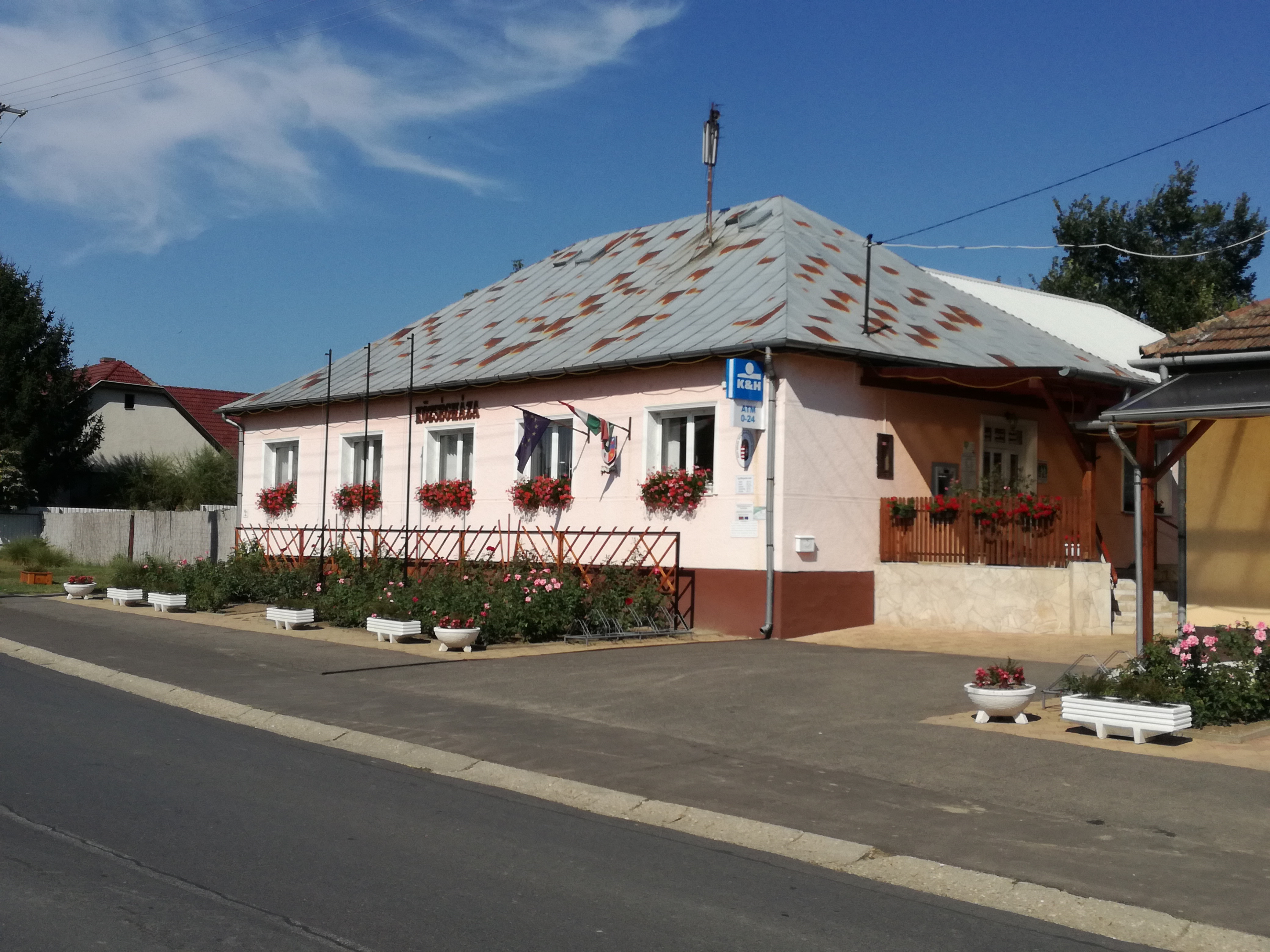
Dorpshuis
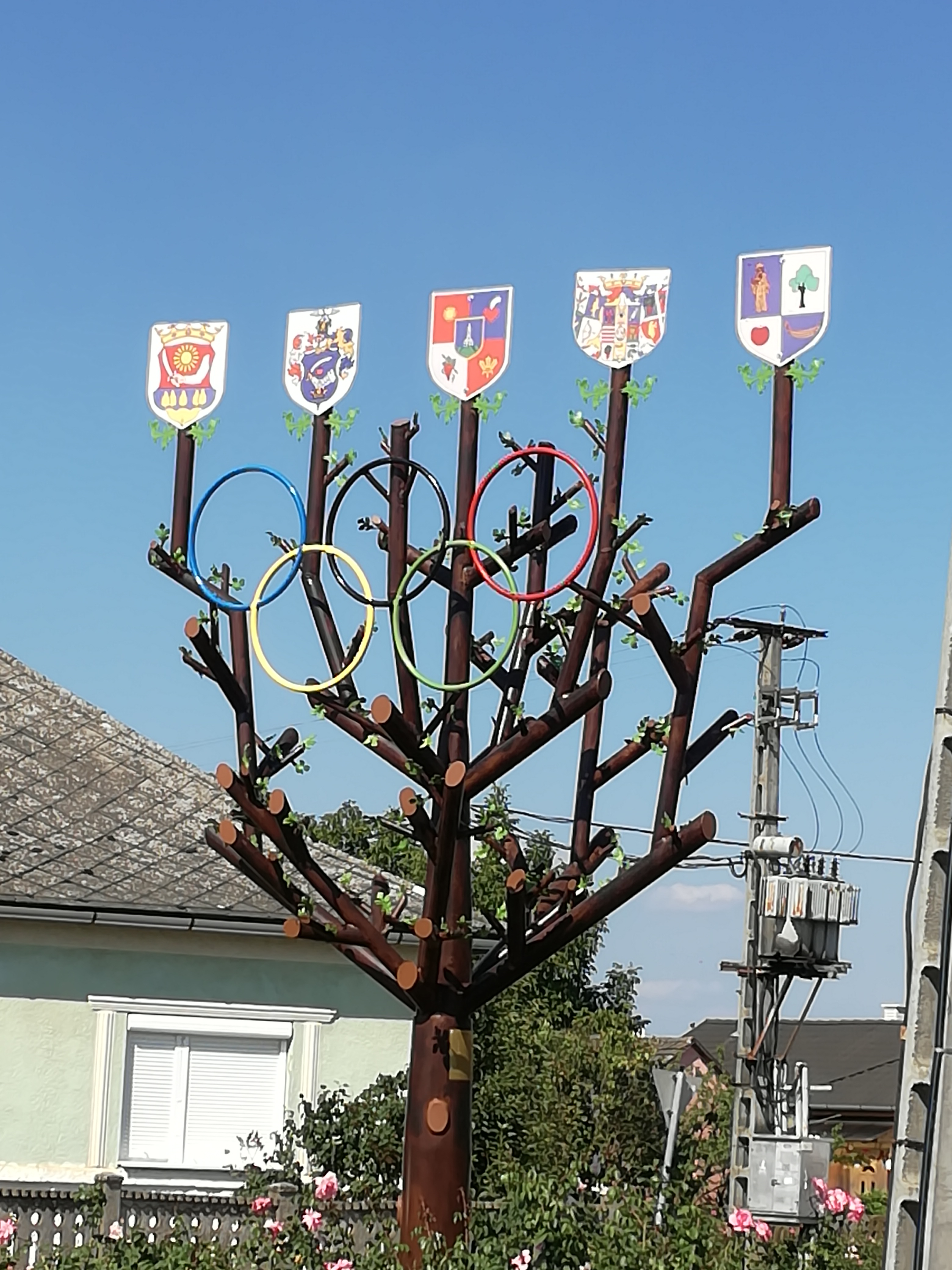
De Olympische Boom